# Биркели, Отто Эмиль
Отто Эмиль Биркели (норв. Otto Emil Birkeli; 2 февраля 1877, Хурум (коммуна), Норвегия — 13 июня 1952, Моельв, Норвегия) — норвежский миссионер и религиовед. Автор работ по истории религии и миссионерской деятельности.

## Биография
Родился в семье судостроителя и плотника Эдварда Эриксена Гуллауга (1855—1936) и Сисилии Мартины Олсдаттер (1853—1918). Семья была родом из Вестфолла, но вскоре переехала в коммуну Хурум и далее в Осло. Фамилию Биркели семья взяла в деревне Сетре в коммуне Хурум. Отец был строителем, и сын овладел столярным ремеслом.

### Образование и миссионерство
В юности Эмиль попал в Молодёжную ассоциацию Кристиании, где его призвали к миссионерскому служению. Получил образование по теологии в Школе миссионерства и теологии Норвежского миссионерского общества в Ставангере в 1897—1902 гг. Биркели сыграл центральную роль в создании Молодёжной миссии в Ставангере, что вскоре вылилось в широкое распространение подобных ассоциаций по всей стране.
В качестве священника-миссионера на западе Мадагаскара в 1903—1919 годах он принадлежал к тому поколению, которое вело миссионерскую работу с начальной стадии (1874) и до основания церкви. Будучи плотником, он участвовал в строительных работах по расширению береговой линии. Был одним из тех, кто видел необходимость создания самоуправляющейся местной малагасийской лютеранской церкви и начал закладывать основу для этого посредством внедрения «самопомощи» — финансовой независимости местных общин от головной миссии.
Как миссионер, а затем и редактор нескольких миссионерских журналов (1922—1938), Биркели был одним из распространителей религиозных и культурных знаний из Африки в Норвегию. «Миссионерский журнал», в котором он публиковался, по состоянию на 1927 г. имел 20 000 подписчиков. Помимо бесчисленных статей, он написал несколько книг. «Из страны тамариндов. Западное побережье Мадагаскара» (1913 г.) — классика миссионерской литературы и первая книга в новом жанре: учебники для миссионеров. Книга положила начало новому направлению в миссионерском движении, исследовательском движении со значительным размахом и социальным воздействием.

### Научные исследования
Научно-исследовательская деятельность Биркели началась на Мадагаскаре. Он был членом-корреспондентом Малагасийской академии наук с 1924 года и написал ряд статей для её бюллетеня по различным темам, от малагасийских диалектов до этнографии и от фольклора до истории религии.
Основу научного вклада Эмиля Биркели составляют исследования народных верований, которые он основывает на своём понимании истории религии. Исследования патриархата на Мадагаскаре послужили предпосылкой и вдохновением для изучения норвежской религии, основанной на рабочей гипотезе о патриархате как центре повседневной религии. Обширное изучение литературы, фольклорных собраний и археологии на протяжении ряда лет нашло отражение в трёх основных диссертациях: «Ястреб сел. Старое зло в религиозном историческом освещении», «Культ предков в Норвегии. Попытка систематически-описательного изложения» (докторская диссертация) и продолжение исследования — «Домашний культ и суеверие. Новые исследования патриархата в Норвегии». Получив учёную степень PhD в Университете Осло в 1939 году, Эмиль Биркели стал первым в Норвегии доктором философии без Examen Artium (академического сертификата, выдаваемого в Дании и Норвегии, аттестующего студента для поступления на учёбу в университет). Став профессором истории религии (1923—1944), а затем и директором (1937—1944) в Школе теологии и миссионерства в Ставангере, он продолжал свои исследования по истории религии и отводил этому предмету важное место в миссионерском образовании.
Параллельно он проводил исследовании в области истории миссионерской деятельности. Самым важным его вкладом в этом направлении является книга о миссионере и художнике Гансе Кристиане Кнудсене (1816—1863), «Странник по пустыне. Первый африканский миссионер Норвегии Г. К. Кнудсен» (1925 г.). Работая над этой книгой, Биркели провёл обширные архивные исследования, которые позволили заново открыть миру норвежскую миссионерскую деятельность и историю культуры. Позже он написал обширную двухтомную «Историю миссионерской деятельности» (1935—1937 гг.). Он также внёс свой вклад в изложение истории Норвежского миссионерского общества, опубликовав книгу «Жизнь в росте. Юбилейная книга для Ставангерского кружка НМО 1846—1946 и Норвежского миссионерского общества за сто лет», том 4, в которой он написал раздел о Западном Мадагаскаре.

## Семья
30 июня 1905 г. женился на диаконисе Олене Сойланд (1870—1960), дочери капитана корабля Корнелиуса Сойланда (1840—1883) и Ингеборг Свендсен (1846—1905). Их сын, Фритьоф Сойланд Биркели (1906—1983), также был известным норвежским миссионером и священником.